# Obinn Magic
Obinn Magic (* 13. října 1986), vlastním jménem Martin Obdržálek, je profesionální český kouzelník a iluzionista. Od roku 2010 pracuje u Policie ČR. V roce 2018 se stal členem Českého magického svazu.

## Život
V roce 2022 se proslavil účastí v talentové soutěži Česko Slovensko má talent, kde postoupil do semifiále. Od roku 2015 vystupuje na společenských akcích, bývá hostem televizních pořadů, kulturních akcí a firemních večírků.

## Televize
- Xaver s hostem (2021), Xaver Live - host pořadu
- Česko Slovensko má talent (2022), TV Prima - účastník soutěže
- Show Jana Krause (2023), TV Prima - host pořadu
- Trochu inak s Adelou (2024), STVR - host pořadu
- Zrádci (2024), TV Prima - účastník soutěže
- Prostřeno! (2025), TV Prima - účastník soutěže